# Châtelus (Allier)
Châtelus település Franciaországban, Allier megyében. Lakosainak száma 114 fő (2022. január 1.). Châtelus Arfeuilles, Le Breuil, Droiturier és Saint-Pierre-Laval községekkel határos.

## Népesség
A település népességének változása:
| Lakosok száma | 189  | 194  | 140  | 134  | 127  | 120  | 113  | 106  | 103  | 114  |
|               | 1962 | 1975 | 1990 | 2006 | 2011 | 2013 | 2016 | 2018 | 2020 | 2022 |